# El Corazón de Clara
El Corazón de Clara (en inglés Clara's Heart) es una película de drama, basada en la aclamada novela de Joseph Olshan del mismo nombre, escrita por Mark Medoff y es también el papel debut de Neil Patrick Harris.

## Trama
La película cuenta la historia de una familia en crisis. La madre, Leona (Kathleen Quinlan), escapa de Jamaica para llorar la pérdida de su hija, Edith. Mientras tanto, ella conoce a la amable ama de llaves Clara Mayfield (Goldberg). Clara le quita la depresión a Clara con un estilo sin sentido contundente. Leona está tan impresionada con ella que lleva a Clara de regreso a su casa en Baltimore para ser ama de llaves y niñera del hijo menor David (Harris). Al principio él se resiste y la ve como una intrusa, pero los padres están completamente envueltos en su propio dolor y con el matrimonio a punto de terminar, David confía en Clara y depende de ella. Clara alberga su propio secreto oscuro, que al ser revelado, sirve para reafirmar el vínculo entre estos dos personajes muy diferentes, aunque plenos de sensibilidad afectiva.